# Хамнок (Арканзас)
Хамнок (енгл. Humnoke) град је у америчкој савезној држави Арканзас.

## Демографија
По попису из 2010. године број становника је 284, што је 4 (1,4%) становника више него 2000. године.
| Група             | 2000.       | 2010.       |
| Белци             | 238 (85,0%) | 243 (85,6%) |
| Афроамериканци    | 29 (10,4%)  | 37 (13,0%)  |
| Азијати           | 1 (0,4%)    | 0 (0,0%)    |
| Хиспаноамериканци | 8 (2,9%)    | 0 (0,0%)    |
| Укупно            | 280         | 284         |